# Сакэу
Сакэу (тайск. สระแก้ว) — город в Таиланде, столица одноимённой провинции.

## Население
По состоянию на 2015 год население города составляет 17 893 человек. Численность женского населения (51,4%) превышает численность мужского (48,6 %).